# Bencao gangmu
Bencao gangmu, Kompendij zdravilnih snovi ali Velika farmakopeja je enciklopedična zbirka medicine, prirodoslovja in kitajske herbologije, ki jo je zbral, uredil in v poznem 16. stoletju objavil Li Šidžen. Prva različica  Kompendija je bila dokončana leta 1578 in natisnjena v Nankingu leta 1596. Kompendij navaja zdravilne snovi tradicionalne kitajske medicine, vključno z rastlinami, živalmi in minerali, za katere se je verjelo, da imajo zdravilne lastnosti. 
V Kompendiju niso zbrani samo podatki iz več sto starejših del kitajske klasične medicinske, ampak tudi iz literarnih in zgodovinskih besedil. Avtor je celo razmišljal, da ima pesem morda večji učinek kot medicina in da ima lahko zgodba o nečem nenavadnem učinke zdravila. Cesarji iz dinastije Ming njegovemu delu niso posvečali veliko pozornosti.
Lijevo delo je vsebovalo tudi napake zaradi omejenega znanstvenega znanja v tistem času. Li je na primer trdil, da so vse vidre samci in da živo srebro ni strupeno.

## Ime
Naslov Bencao gangmu je sestavljen in dveh kitajskih besed. Beseda bencao (pen-ts'ao, korenine in rastline; nekaj, kar je povezano z rastlinami; zdravilne snovi) je sestavljena iz ben (本, izvor, osnova) in cao (草, trava, rastlina, zel). Beseda gangmu (kang-mu, podroben opis, vsebina) je sestavljena iz gang (kang, glavna vrv, vrvica, glavne niti, bistvena načela) in mu (目, oko, videz, kategorija, oddelek). 
Pismenki  綱 in 目 sta se kasneje v taksonomiji uporabljali za termina razred in red. 

## Zgodovina
Li Šidžen je med pisanjem knjige veliko potoval, prečesal več kot 800 literarnih del in zbral obsežno gradivo. Pri svojem delu, zlasti pri uporabi nemedicinskih besedil, se je zgledoval po gradivu iz dinastije Song. Bencao gangmu je pisal več kot tri desetletja, pri čemer mu je pomagal sin Li Džjanjuan, ki je narisal ilustracije. Osnutek besedila je dokončal leta 1578. Graviranje lesenih tiskarskih blokov se je začelo leta 1593, delo pa je bilo objavljeno šele leta 1596, tri leta po Lijevi smrti. Li Džjanjuan je kopijo Bencao gangmu podaril cesarju Vanliju iz dinastije Ming, ki zanjo ni kazal velike pozornosti. Ponatisi knjige so bili objavljene v letih 1603, 1606, 1640 in v številnih izdajah kasneje. Vsaka naslednje izdaja, vse do 21. stoletja, je imela več ilustracij.

## Vsebina
Besedilo vsebuje  1.892 vnosov. Vsak vnos ima svoje ime (gang). Izraz mu v naslovu se nanaša na sinonime imena.
Kompendij ima skupaj 53 zvezkov: 
- Na začetku je kazalo vsebine, vključno s 1.160 ročno narisanimi diagrami in ilustracijami.
- V zvezkih 1 do 4 je obsežen seznam zelišč za zdravljenje najpogostejših bolezni.
- V zvezkih 5 do 53 je glavno besedilo z opisi 1.892 različnih zelišč, od katerih jih je 374 dodal Li Šidžen. V Kompendiju je omenjenih 11.096 in objavljenih 8.160 receptov za zdravljenje pogostih bolezni.

Besedilo vsebuje  skoraj 2 milijona pismenk. Zelišča so razvrščena v 16 razredov in 60 redov. Vsako zelišče ima svoje ime in natančen opis videza in vonja, narave, zdravilnega delovanja, stranskih učinkov, recepte in drugo. 

## Napake
Besedilo vsebuje tudi podatke, ki so se kasneje izkazali za napačne. Li Šidžen je na primer trdil, da živo srebro in svinec nista strupena. Trdil je tudi, da so vse vidre samci in da je Moupinov langur visok deset čevljev (tri metre), ima nazaj obrnjene noge in ga je mogoče ujeti, ko potegne zgornjo ustnico čez oči.

## Ovrednotenje
Besedilo je organizirano skladno s takratno medicino in biološko razvrstitvijo rastlin in živali. Popravilo je nekatere napake v tedanjem poznavanju zelišč in bolezni, vključilo več novih zelišč in opisalo več podrobnosti. Besedilo vsebuje tudi opombe in zapise o splošnih zdravstvenih podatkih in anamnezi in vključuje informacije o farmaciji, biologiji, kemiji, geografiji, mineralogiji, geologiji, zgodovini ter celo rudarstvu in astronomiji.